# Liste der Biografien/Jui
Liste der Biografien |
Portal Biografien |
Personensuche
# |
A |
B |
C |
D |
E |
F |
G |
H |
I |
J |
K |
L |
M |
N |
O |
P |
Q |
R |
S |
T |
U |
V |
W |
X |
Y |
Z |
?
 
Ja |
Jb |
Jd |
Je |
Jh |
Ji |
Jj |
Jl |
Jn |
Jm |
Jo |
Jp |
Jr |
Js |
Jt |
Ju |
Jv |
Jw |
Jy
 
Jua |
Jub |
Juc |
Jud |
Jue |
Juf |
Jug |
Juh |
Jui |
Juj |
Juk |
Jul |
Jum |
Jun |
Juo |
Jup |
Jur |
Jus |
Jut |
Juu |
Juv |
Juw |
Jux |
Juy |
Juz
Die Liste der Biografien führt alle Personen auf, die in der deutschsprachigen Wikipedia einen Artikel haben. Dieses ist eine Teilliste mit 14 Einträgen von Personen, deren Namen mit den Buchstaben „Jui“ beginnt.

## Jui

### Juic
- Juice Wrld (1998–2019), US-amerikanischer Rapper, Sänger und SongwriterJuice Wrld (1998–2019)

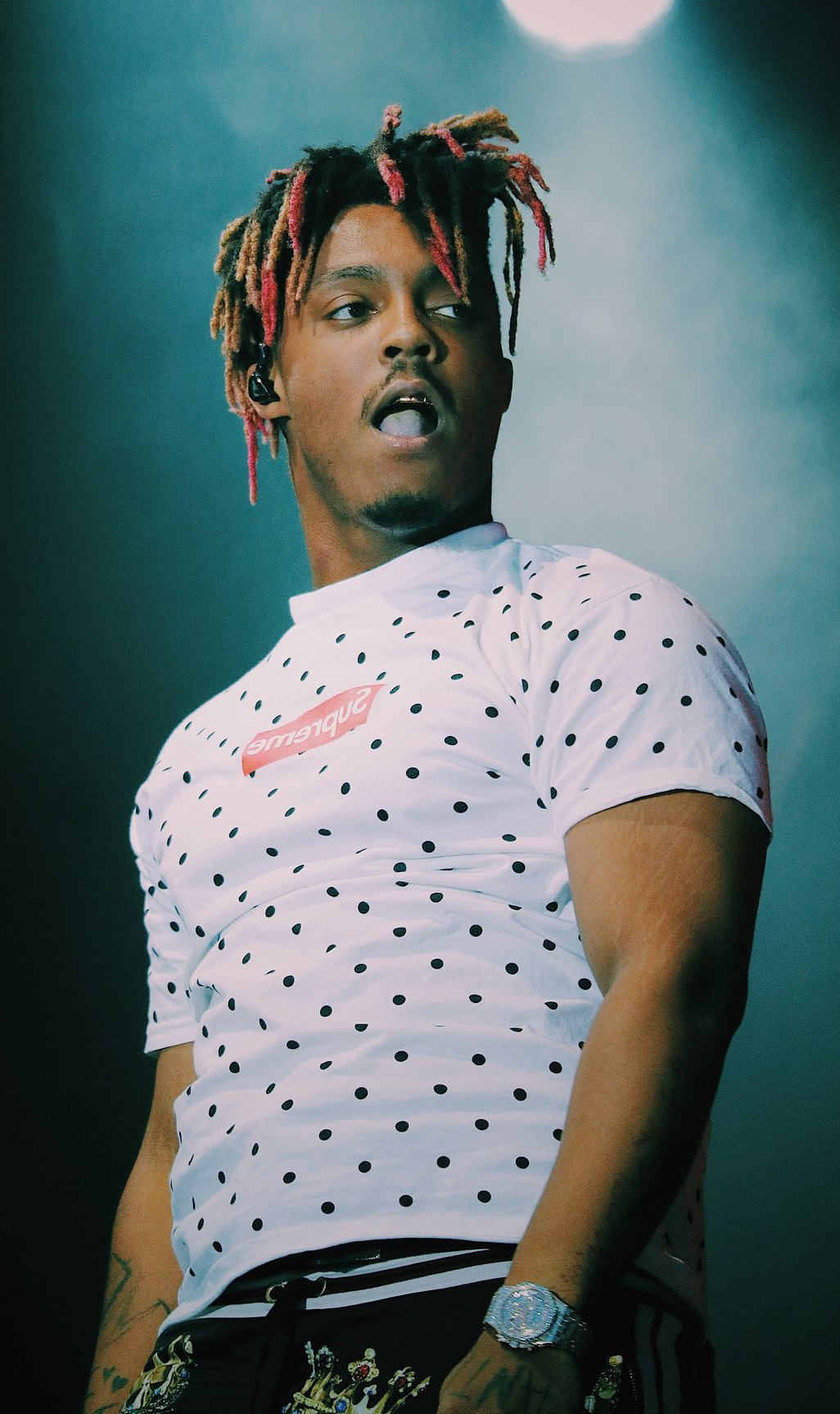
Juice Wrld (1998–2019)

- Juicy J (* 1975), US-amerikanischer Rapper und Musikproduzent
- Juicy, Florida, deutscher Musikproduzent und Sänger

### Juil
- Juilland, Alphonse (1922–2000), rumänischer Romanist, Linguist und Hochschullehrer
- Juilland, Dominique (* 1943), Schweizer Offizier und Verteidigungsattaché
- Juillard, André (1948–2024), französischer Comiczeichner und Illustrator
- Juillard, Charles (* 1962), Schweizer Politiker (CVP)
- Juillard, Étienne (1914–2006), französischer Geograph
- Juillard, Robert (1906–1982), französischer Kameramann
- Juillerat, Jacques-Henri (1777–1860), Schweizer Landschaftsmaler
- Juillet, Francisco (1898–1987), chilenischer Radrennfahrer

### Juin
- Juin, Alphonse (1888–1967), französischer Marschall
- Juin, Hubert (1926–1987), belgischer Schriftsteller, Lyriker, Essayist und Literaturkritiker

### Juis
- Juister, Niels (* 1978), deutscher Architekt und Denkmalpfleger